# Peptički ulkus
Peptički ulkus (vrijed ili čir) je često stanje karakterizirano ozljedom u stjenci želuca ili dvanaesnika, iako se ozljede mogu javljati i u jednjaku ili crijevima. Čir na dvanaesniku nije toliko zloćudan kao čir na želucu, (koji se i teže liječi), međutim, jednom izliječeni čir na želucu daleko se rjeđe ponovno aktivira (recidivira) nego čir na dvanaesniku. 

## Uzroci
Razloga nastanka peptičkog ulkusa u probavnom traktu ima više:
- abnormalnosti u građi i funkciji želuca,
- Helicobacter pylori
- kronični gastritis
- neredovita prehrana
- stres
- antireumatici i kortikosteroidi

Što se tiče bakterije Helicobacter pylori ta teorija je široko prihvaćena u stručnim krugovima, ali ne u potpunosti i postoje poneka razmimoilaženja. Primjerice - kod nekih ljudi je nađena ta bakterija ali nema nikakvih kliničkih manifestacija peptičkog ulkusa.
Tu je i pitanje lijekova kao uzroka peptičkog ulkusa. Kako lijekovi kao što je acetilsalicilna kiselina i diklofenak te kortikosteroidi uzrokuju krvarenje u želucu dok paracetamol to ne čini?
Iako se najprije pomisli na kiselu narav acetilsalicilne kiseline to nije u pitanju. Naime, acetilsalicilna kiselina jest slaba kiselina i dolaskom u želudac ona uopće ne disocira zbog prevelikog pH želuca i ne pridonosi još većem padu kiselosti. Ona je u neioniziranom obliku i zbog toga vrlo brzo prodire u stjenku želuca izazivajući blokadu sinteze prostaciklina, tkivnog hormona koji pripada obitelji lokalnih hormona prostaglandina, a koji je zadužen za zaštitu stjenke želuca.
Za razliku od acetilsalicilne kiseline paracetamol je u želucu u ioniziranom obliku (bazičan je), tj. želučana HCl ga pretvara u paracetamolijev klorid oblik koji ne može proći kroz želučanu stjenku. Paracetamol nastavlja put u crijeva gdje se apsorbira prolazi kroz jetru i dalje mu je koncentracija u samom želucu takva da ne može uzrokovati osjetljivo oštećenje želuca. 
Kortikosteroidi također izazivaju blokadu sinteze prostaciklina, ali u puno znatnijoj mjeri i puno učinkovitije nego acetilsalicilna kiselina.

## Klinička slika
Čir je karakteriziran bolom u želucu, a ponekad je povezan s mučninom i povraćanjem, anoreksijom i žgaravicom. Komplikacije mogu biti krvarenje, opstrukcija želuca pa čak i perforacija (puknuće čira).

## Liječenje
Neke mjere opreza kao što je odgovarajuća dijeta (izbjegavanje začinjene hrane), prestanak pušenja, i sl. mogu pomoći ali nisu ključne. Liječenje lijekovima je ipak neophodno. Temelji se na jednostavnoj postavci - spriječiti pretjerano lučenje klorovodične kiseline u želucu tj. smanjiti kiselost želuca ili pak obložiti stjenku želuca zaštitnim sredstvom. 
To se provodi:
- antacidima
- H2 blokatorima (ranitidin, cimetidin, famotidin)
- inhibitorima protonske pumpe (omeprazol, pantoprazol, lanzoprazol, esmoprazol)
- muskarinskim sredstvima (pirenzepin)

U slučaju dokazane prisutnosti bakterije Helicobacter pylori tada se u liječenje uvode i antibakterijski antibiotici i antiprotozoici (npr. amoksicilin i metronidazol) pa se to naziva trojna terapija.
Kirurško liječenje potrebno je samo onda kad se bolest zakomplicira (puknuće čira, teška krvarenja, opstrukcije, sumnja na zloćudnost), ali neliječenje peptičkog ulkusa vodi u totalnu disfunkciju želuca, nemogućnost probave i neminovnu resekciju želuca uz dramatično pogoršanje kvalitete života, dok krvarenje oštećuje jetru i vodi u anemiju.